# Beilschmiedia gaboonensis
Beilschmiedia gaboonensis là loài thực vật có hoa trong họ Nguyệt quế. Loài này được (Meisn.) Benth. & Hook.f. miêu tả khoa học đầu tiên năm 1880.